# Premio Extraordinario de Fin de Carrera
El Premio Extraordinario de Fin de Carrera (también llamado Premio Extraordinario de Fin de Estudios, Premio Extraordinario de Licenciatura o Premio Extraordinario de Grado) es la mayor distinción oficial académica concedida anualmente por cada universidad de España a los estudiantes que han finalizado un grado universitario o licenciatura universitaria con mejor expediente académico y mejor trayectoria académica del alumno, siendo también considerado como un título honorífico de reconocimiento al mérito.

## Características
Concedido anualmente por el Consejo de Gobierno de cada universidad española (o la Junta de Gobierno de la Facultaden el caso de grandes universidades) por cada titulación oficial de las que se imparten en cada uno de sus centros a los estudiantes que tengan los mejores expedientes académicos.
Al ser un Premio universitario, cada universidad aprueba su propia normativa sobre la concesión del Premio Extraordinario de Fin de Carrera.Los Premios extraordinarios se concederán por el Rector de la universidad a propuesta del Centros, Facultades o Escuelas.Los Premios suelen tener una dotación económica, ya sea en modo directo o de modo de exención de pagos en los estudios posteriores.

## Alumnado célebre
Entre alumnado célebre que fue galardonado por su universidad por tener el mejor expediente académico están: Mario Conde por la Universidad de Deusto, Soraya Saénz de Santamaría por la Universidad de Valladolid, Enrique Tierno Galván por la Universidad de Madrid, Gustavo Villapalos por la Universidad de Madrid, José Luis Escrivá por la Universidad Complutense de Madrid, Alberto Oliart por la Universidad de Barcelona, Gonzalo Caballero Míguez por la Universidad de Vigo, Pablo Iglesias Turrión por la Universidad Complutense de Madrid, entre otros.